# 埃爾馬卡諾
埃爾馬卡諾（西班牙語：El Macano），是巴拿馬的城鎮，位於該國中南部，由洛斯桑托斯省的瓜拉雷區負責管轄，面積29平方公里，海拔高度242米，2010年人口281，人口密度每平方公里9.7人。